# Банистер, Джон (анатом)
Джон Банистер (Бейнстер) (англ. John (Banester) Banister; 1532(3) — 1599 (?), Лондон) — британский хирург и врач.

## Происхождение
Сын Джона Бейнстера, мелкого чиновника при королевском дворе и его жены Маргарет, дочери Ричарда Лоуса из Сотри в Гантигдоне. Имел брата Габриэля и сестру Элизабет.

## Биография
Был врачом Эдварда VI в течение его последней болезни в 1553 году и переписывался с имперским послом Джином Шейфом между 26 мая и 21 июля, в подробностях описывая ухудшение здоровья короля и приготовления герцога Нортумберленда к преемственности. После службы на море он ушел как хирург в поход с графом Ворика за освобождение Гавра в 1563. Когда Ворика был ранен отравленной пулей, Бейнстер успешно вылечил его. Вероятно на протяжении этой кампании у него завязалась дружба с Уильямом Клоузом старшим. Через некоторое время после этого он изучал медицину в Оксфорде и получил лицензию на практику 30 июня 1573 года. Тем временем 12 февраля 1572 года его приняли к Компании цирюльников, что позволило ему практиковать в Лондоне. При переезде в Лондон он изменил свое имя с Бейнстер на Банистер.
Рисунок в библиотеке Университета Глазго изображает Банистера во время анатомической лекции на тему внутренних органов в Зале цирюльников на Монквелл-стрит в Лондоне. Четыре такие лекции читались каждый год и на них приглашались как члены компании так и гости. Рисунок датируется 1581 годом и показывает метод преподавания анатомии в конце XVI-го века. В 1582-1583 годах был хирургом в морской экспедиции в Китай, где надеялся изучать тропические болезни, но этому помешала болезнь среди экипажа и корабли вынуждены были повернуть даже не выйдя из Атлантики. Через 2 года принял участие в экспедиции в Нидерланды.
Письменным приказом королевы Елизаветы Королевский врачебный колледж в 1593 году лицензировал Банистера в направлении практики медицины и хирургии. В письме королева ссылалась на честность и мастерство Банистера и отметила, что «он всегда использовал целительское искусство в сочетании с хирургическим». Иметь лицензию медицинской практики параллельно с лицензией хирурга в то время было редким явлением, потому что хирурги учились своему ремеслу через стажировку и были подчинены врачам с университетским образованием. Считается, что письмо королевы свидетельствует о ранних попытках сблизить хирургию и медицину в поздний Тюдоровский период и сопротивление этому со стороны Королевского колледжа. Дочь Банистера Сисиль вышла замуж за хирурга Джона Рида, который тоже был против разделения хирургии и медицины.
В последние годы жил на Сильвер-стрит в Лондоне и похоронен на кладбище церкви Сент-Олав на Сильвер-стрит. Памятник и церковь разрушены пожаром.

## Личная жизнь
Жена Банистера — Джоан. Дочери: Екатерина и Сисиль. Екатерина вышла замуж за врача Стивена Бредвела. Сисиль вышла замуж за хирурга Джона Рида.

## Издательская деятельность
Банистер был плодовитым писателем. Написал эпилог к труду Уильяма Кловза по сифилису «Краткое и полезное лечение» (A Short Treatise and Profitable) впервые опубликованном в 1579 году. Его собранные работы были опубликованы в 1633 г. Книги Банистера содержали немного оригинального и нового материала и ценились меньше труда Уильяма Кловза, который имел более практический подход.
Был адвокатом химической терапии и считал себя союзником парацельсианцев.